# Ausztráliai faunabirodalom

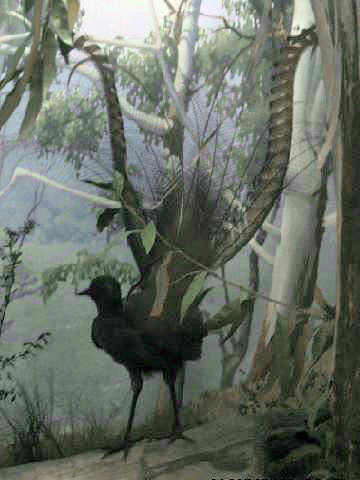
Pompás lantfarkú madár (Menura novaehollandiae)

Az ausztráliai faunabirodalom (Notogea) a Föld négy nagy faunabirodalmának egyike. Alapvetően Ausztráliára és a Csendes-óceán szigeteire terjed ki; az óvilági faunabirodalom (Arctogea) orientális (indo-maláj) faunaterületétől a Wallace-vonal és a Lydekker-vonal választja el. E két vonal közti területet Wallacea néven többé-kevésbé feltételesen sorolják ebbe a faunabirodalomba.

## Felosztása
A birodalomban öt faunaterületet különítenek el:
- ausztráliai faunaterület,
- ausztromaláj faunaterület — ennek nyugati része Wallacea a keleti pedig Új-Guinea a környező szigetekkel, beleértve a Salamon-szigeteket is,
- új-zélandi faunaterület,
- polinéziai faunaterület,
- hawaii faunaterület.

## Fő jellemzői
Legjellemzőbb emlősei a kloákások (Monotremata: kacsacsőrű emlős, hangyászsünfélék) és az erszényesek (Marsupialia).
Legjellemzőbb madarai:
- kazuárfélék (Casuariidae),
- paradicsommadár-félék (Paradisaeidae),
- lantfarkú madarak (Menura),
- emu  (Dromaius novaehollandiae),
- kivifélék (Apterygidae),
- kea (Nestor notabilis),
- kakapó (Strigops habroptilus).

Különösen sok
- galamb- (Columba),
- papagáj- (Psittacidae) és
- jégmadár (Alcedo)

faj él itt.
Mivel ebben a faunabirodalomban nem élnek keselyűk, a dögevő madarak szerepét az ékfarkú sasok (Aquila audax, Uroaetus audax) látják el.